# 크리스티아누 마르케스 고메스
크리스티아누 마르케스 고메스(포르투갈어: Cristiano Marques Gomes, 1977년 6월 3일 ~ )는 크리스라는 이름으로 알려진 전 브라질의 축구 선수이다. 포지션은 센터백이었다.

## 축구인 경력

### 선수 경력
코린치앙스를 거쳐 크루제이루에서 활약하였으며 2003년엔 바이어 레버쿠젠으로 임대 이적하여 유럽 무대에 첫 발을 디뎠으나 적응에 어려움을 겪다 큰 활약 없이 크루제이루로 복귀하였다. 2004년 6월 경기 중 벌어진 싸움에 연루되어 브라질 축구 협회에 의해 6개월 출전 정지 처분을 받았으나 2004년 코파 아메리카에서 브라질 대표팀 소속으로 출전하여 우승을 차지한 후 리옹의 러브콜을 받았고 그 해 8월 리옹으로 이적하였다. 첫 유럽 무대 도전 때와는 다른 모습을 보이며 리옹 수비의 핵심으로 자리잡았고 데뷔 시즌에 리옹의 리그 4연패에 기여하는 동시에 프랑스 축구선수 협회가 선정한 올 해의 베스트 11에 이름을 올렸다. 다음 시즌 역시 각종 프랑스 언론의 찬사를 받으며 올 해의 베스트 11에 이름을 올렸고 2007-08 시즌엔 팀의 주장으로 선임되었다.
2012년 9월 3일 갈라타사라이 SK로 이적하였다.

### 국가대표 경력
1999년 4월 4일 미국과의 경기에서 A매치 데뷔전을 치렀다. 2004년 코파 아메리카에 출전하여 브라질의 7번째 우승에 기여하였고 2006년 독일 월드컵 최종 명단에도 포함되었다. 이후 한동안 대표팀에 선발되지 못하다가 2009년 9월 18일 3년 여만에 대표팀에 재발탁되었다.